# Pi Capricorni
Pi Capricorni (π Cap / π Capricorni) è una stella tripla di magnitudine 5,25 situata nella costellazione del Capricorno. Dista 545 anni luce dal sistema solare.

## Osservazione
Si tratta di una stella situata nell'emisfero celeste australe; grazie alla sua posizione non fortemente australe, può essere osservata dalla gran parte delle regioni della Terra, sebbene gli osservatori dell'emisfero sud siano più avvantaggiati. Nei pressi dell'Antartide appare circumpolare, mentre resta sempre invisibile solo in prossimità del circolo polare artico. La sua magnitudine pari a 5,2 fa sì che possa essere scorta solo con un cielo sufficientemente libero dagli effetti dell'inquinamento luminoso.
Il periodo migliore per la sua osservazione nel cielo serale ricade nei mesi compresi fra fine giugno e novembre; da entrambi gli emisferi il periodo di visibilità rimane indicativamente lo stesso, grazie alla posizione della stella non lontana dall'equatore celeste.

## Caratteristiche fisiche
Pi Capricorni è un sistema multiplo formato da 3 componenti: A, la componente principale, è una binaria spettroscopica con le due stelle separate da soli 0,1 secondi d'arco. La principale delle due, denominata Aa, è una gigante blu di magnitudine 5,25, a volte anche classificata come nana blu, 6 volte più massiccia del Sole. Ab, più debole, le ruota attorno in un periodo di 29 anni, a una distanza media di 17 UA. La componente B è di magnitudine 8,8, separata da 3,2 secondi d'arco da A e con angolo di posizione di 148 gradi, ed è quasi certamente legata alla coppia principale, anche se distante 535 UA da essa; impiega oltre 4600 anni a ruotare attorno al comune centro di massa. Un'altra stella di magnitudine 14,1 è presente a 38,1 secondi d'arco da A, tuttavia considerando il suo moto nello spazio, non pare essere gravitazionalmente legata alle altre 3, e si trova solo sulla linea di vista con la Terra.